# Ville fusionnée de Brohltal
La Ville fusionnée de Brohltal est une municipalité allemande située dans le land de Rhénanie-Palatinat et l'arrondissement d'Ahrweiler.
Cette commune fusionnée est composée des municipalités suivantes :

Localisation de la Verbandsgemeinde de Brohltal dans l'arrondissement d'Ahrweiler

| | |
| 1. Brenk 2. Burgbrohl 3. Dedenbach 4. Galenberg 5. Glees 6. Hohenleimbach 7. Kempenich 8. Königsfeld 9. Niederdürenbach | 1. Niederzissen 2. Oberdürenbach 3. Oberzissen 4. Schalkenbach 5. Spessart 6. Wassenach 7. Wehr 8. Weibern |

## Source
- (de) Cet article est partiellement ou en totalité issu de l’article de Wikipédia en allemand intitulé « Verbandsgemeinde Brohltal » (voir la liste des auteurs).